# Mikoshi

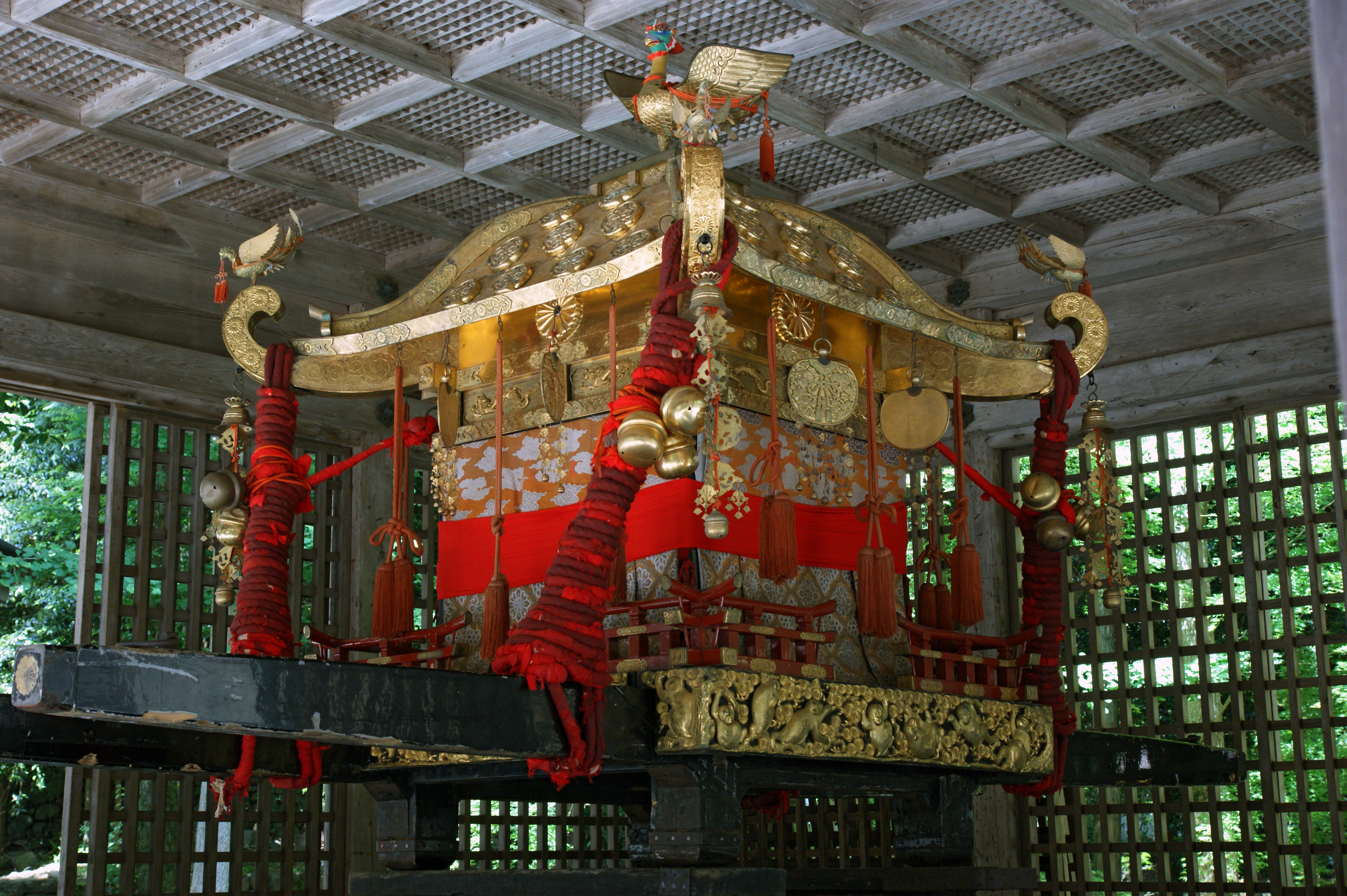
Un mikoshi del Hiyoshi-taisha.

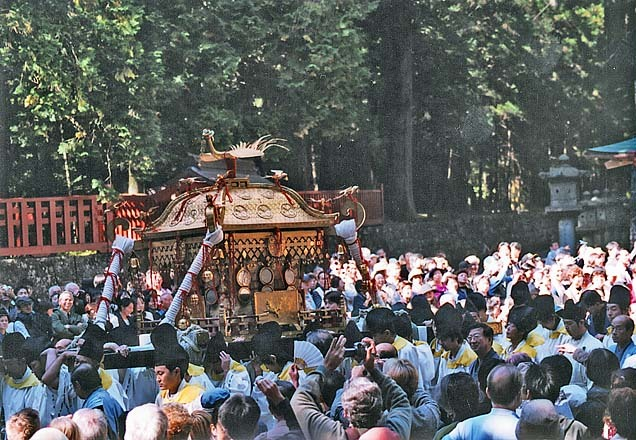
Un mikoshi del Tokugawa Ieyasu en el Tōshō-gū en Nikkō.

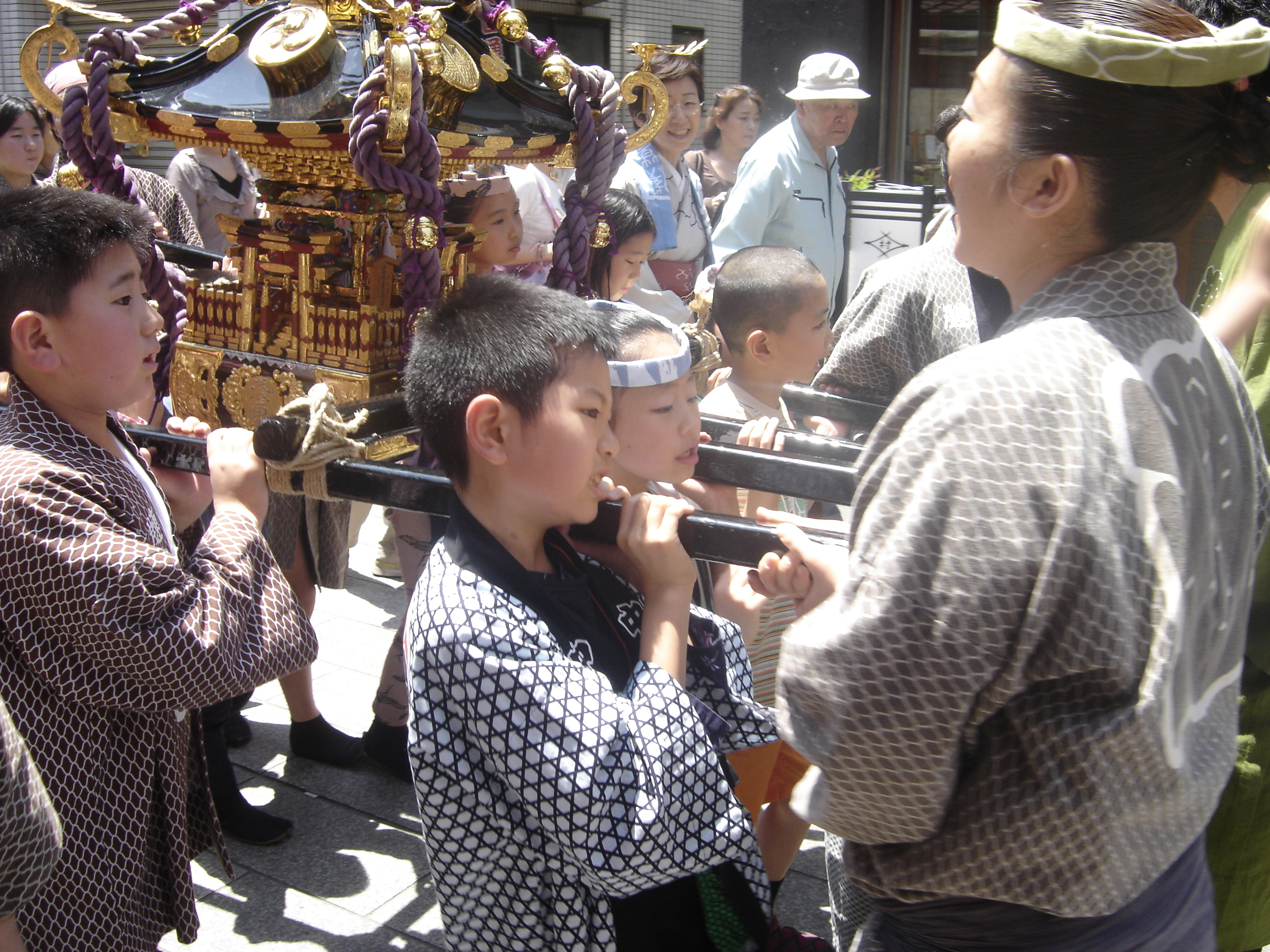
Los niños mikoshi (Sanja Matsuri)

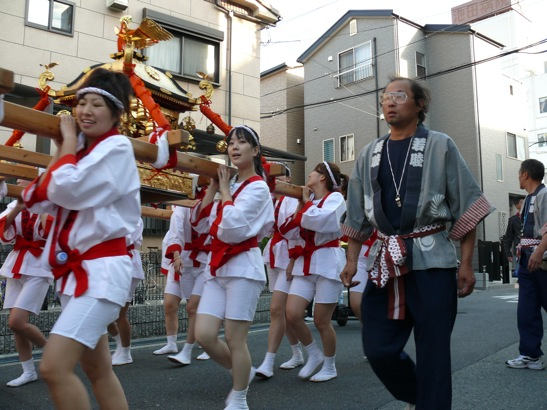
Mujeres mikoshi

Un mikoshi (神輿?) u omikoshi (お神輿?) es un templo portátil del sintoísmo. Los seguidores del sintoísmo creen que sirve como vehículo de un ente divino en Japón a la hora de una procesión de deidades. A menudo, el mikoshi se asemeja a un edificio en miniatura, con pilares, paredes, cubiertas, miradores y pasamanos. Las formas típicas son rectángulos, hexágonos, y octágonos. La estructura, que está apoyada en dos vigas (para llevar), generalmente se adorna pródigamente, y la cúspide suele estar coronada por un fénix chino. Durante un matsuri, la gente lleva el mikoshi sobre sus hombros por medio de las dos vigas. Transportan el mikoshi desde el santuario, lo llevan alrededor de las vecindades del santuario, y en muchos casos lo dejan en un área señalada, apoyado sobre bloques por un tiempo, antes de devolverlo al santuario. Algunos santuarios tienen la costumbre de sumergir el mikoshi en el agua de un lago, de un río o del mar. En ciertos festivales, la gente que lleva el mikoshi lo balancea violentamente de lado a lado, y a veces han llegado a ocurrir accidentes cuando un mikoshi golpea a una persona presente o un participante. El primer mikoshi del que se tiene constancia fue creado para transportar la deidad Hachiman al templo de Tamukeyama Hachiman-gu en el complejo de templos de Tōdai-ji en el año 749.
En el festival Kanamara Matsuri celebrado anualmente en Kawasaki se utiliza un mikoshi con forma de pene.